# Astérix și Obélix: Misiune Cleopatra
Astérix și Obélix: Misiune Cleopatra (în franceză: Astérix et Obélix : Mission Cléopâtre) este un film francez, adaptat după benzile desenate Asterix și Cleopatra, care fac parte din seria Asterix. Filmul este regizat de Alain Chabat.

## Distincții
Filmul a obținut un premiu César în 2003 la secțiunea cele mai bune costume, vestimentație care a fost creată de Philippe Guillotel, Florence Sadaune și Tanino Liberatore. La același ediție a acelui festival a mai fost nominalizat în secțiunile cel mai bun decor și cel mai bun actor într-un rol secundar, aici regăsindu-se doi dintre actori Gérard Darmon și actorul francez cu origini marocane Jamel Debbouze. În 2002 a obținut o nominalizare și la Premiile Academiei Europene de Film. 

## Povestire
În anul 52 î.e.n., Egiptul care era guvernat de puternica Cleopatra a căzut sub dominația Imperiului Roman. Plus de asta, Cleopatra a hotărât să-ți dăruiască inima lui Cezar, împăratul poporului cel mai mare și puternic din lume. Sătulă de sarcasmzul lui Cezar, mândra și frumoasa regină a Egiptului face o prinsoare cu el: dacă ea împreună cu oamenii ei vor putea clădi în 3 luni, cel mai mare palat din lume dedicat lui, în mijlocului deșertului atunci el va recunoaște că poporul egiptean este poporul cel mai grandios din lume. Cleopatra încredințează această misiune lui Numerobis, un arhitect cu viziuni avantgardiste și căruia îi promisese că îl îngroapă în aur dacă izbutește sau îl aruncă la crocodili dacă eșuează. Numerobis știe că pentru a reuși să clădească un palat în așa scurt timp este nevoie de o minune și pentru aceasta pleacă în Galia pentru a-l căuta pe Panorámix, un druid celebru capabil de a prepara o licoare magică care îți dă puteri supraomenești. Din Galia se întoarce împreună cu Panoramix și prietenii săi Aswterix, Obelix și cățelul lor Idifix. Văzând acestea Cezar a încercat în câteva rânduri sabotarea procesului de clădire a palatului, închizându-i pe gali într-o piramidă sau bombardând palatul încă în construcție. La intervenția Cleopatrei aceste acte de sabotaj iau sfârșit și palatul este terminat la sfârșitul celor trei luni și Cezar a fost obligat să declare că poporul egiptean e cel mai măreț din lume.

## Distribuție
- Christian Clavier : Astérix
- Gérard Depardieu : Obélix
- Jamel Debbouze : Numérobis
- Claude Rich : Panoramix
- Monica Bellucci : Cleopatra
- Alain Chabat : Cezar
- Gérard Darmon : Amonbofis
- Jean Benguigui : Malococsis
- Édouard Baer : Otis
- Dieudonné : Caius Céplus
- Marina Foïs : Sucettalanis
- Noémie Lenoir : Guimieukis
- Isabelle Nanty : Itinéris
- Bernard Farcy : Barbă-Roșie
- Michel Crémadès : Triple-Patte
- Mouss Diouf : Baba
- Sophie Noël : Fiica lui Barbă-Roșie
- Chantal Lauby : Cartapus
- Emma de Caunes : secretara lui Cezar
- Pierre Tchernia : Caius Gaspachoandalus
- Alex Berger : Caius Tchounus Mogulus
- Victor Loukianenko : Brutus

- Jean-Paul Rouve : Caius Antivirus

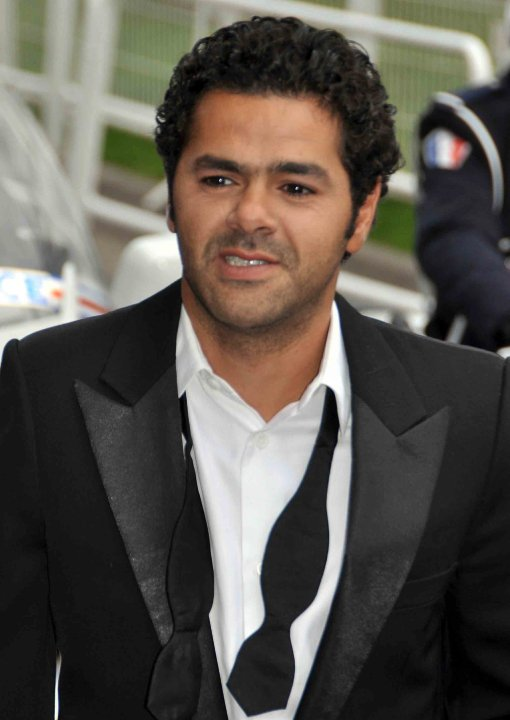
Jamel Debbouze actorul care l-a întruchipat pe arhitectul Numerobis

- Pierre-François Martin-Laval : Cel ce lansează catapulta
- Maurice Barthélémy : Couloirdebus
- Fatou N'Diaye : Exlibris
- Monia Meflahi : Myosotis
- Louis Leterrier : Ouhécharlis
- Édouard Montoute : Nexusis
- Joël Cantona : Un Centurion
- Dominique Besnehard : Degustătorul
- Zinedine Soualem : Feudartifis
- Claude Berri : Pictorul
- Jean-Pierre Bacri : Comentatorul reportajului despre lăcuste
- Mathieu Kassovitz : Fizionomistul
- Pierre Tchernia : Povestitorul
- Pacifico Galea : Unul dintre pirați
- Thierry Lemaire : Un lucrător ZZ Top
- Momo Debbouze : Vânzătorul de sfincși